# Aius Locutius
Aius Locutius, lat. "sägaren" eller "talaren", romersk gudomlighet.
A. tillägnades ett altare efter den galliska invasionen av Rom år 390 f.Kr. Enligt legenden ska en romersk medborgare vid namn Marcus Caedicius strax före invasionen ha hört en röst som varnade för gallernas ankomst, och detta tolkades som ett budskap från gudarna.